# Cecil Pinsent

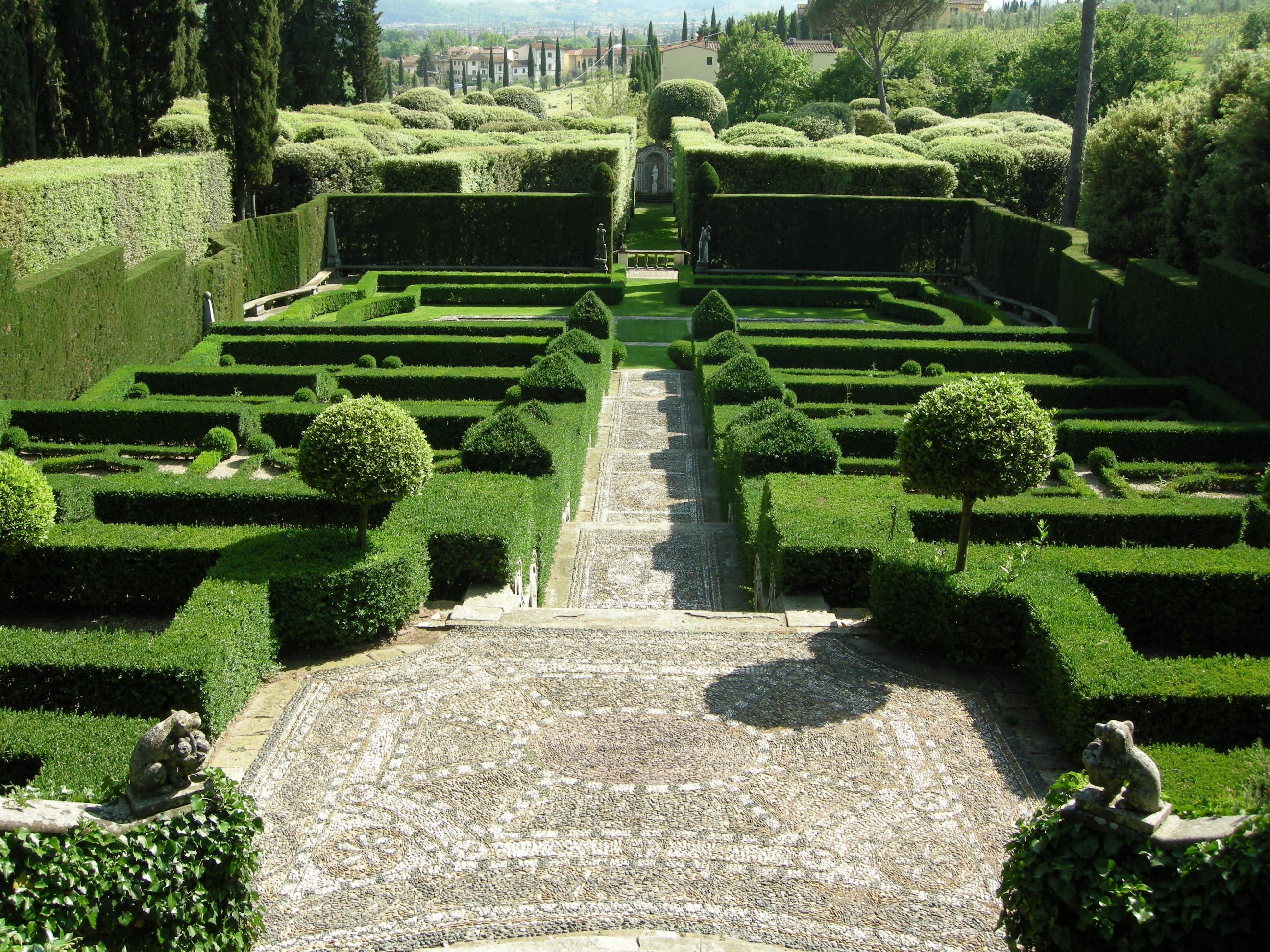
Il giardino di villa I Tatti

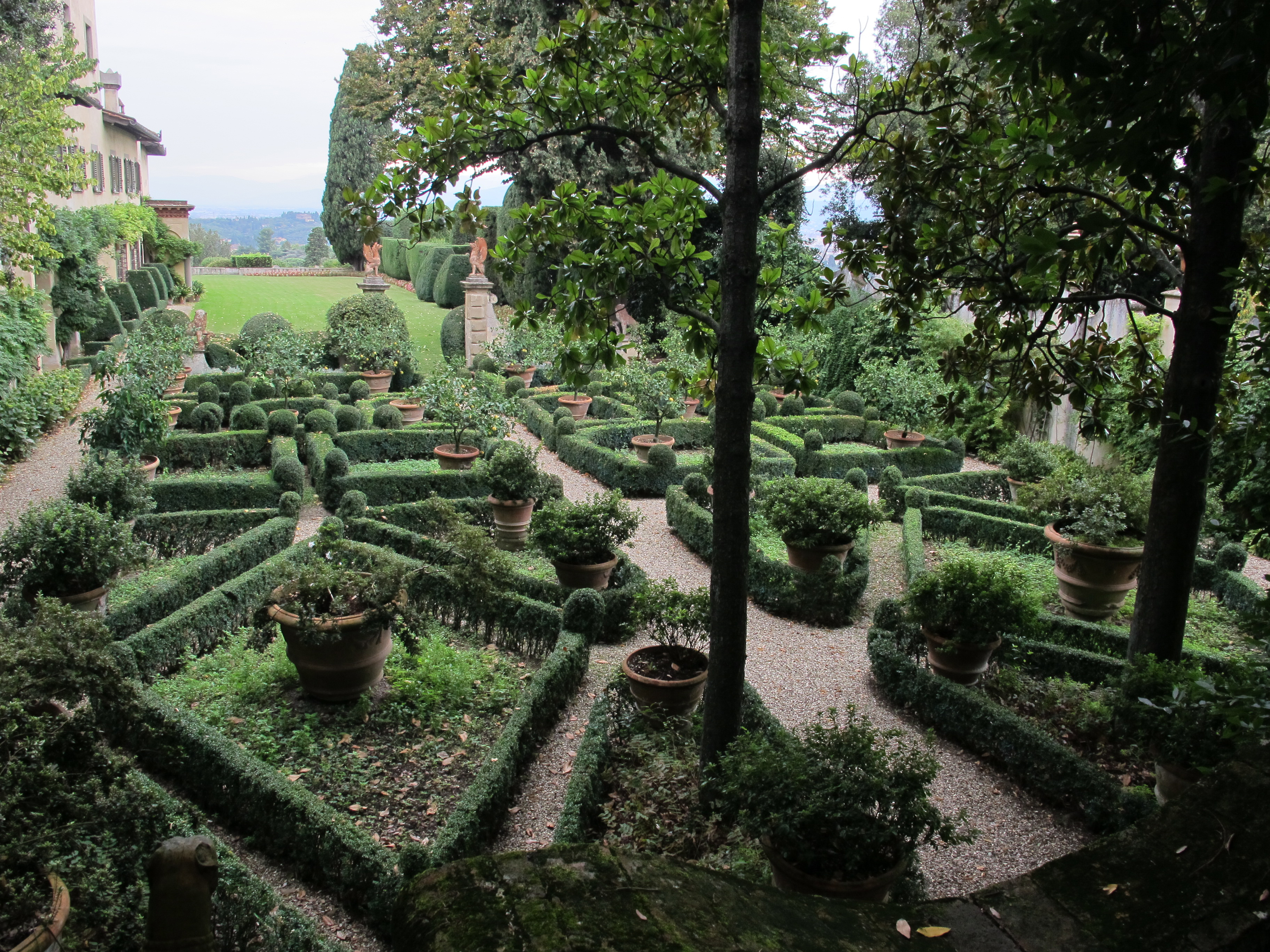
Il giardino di villa Capponi

Cecil Ross Pinsent (Montevideo, 5 maggio 1884 – Hilterfingen, 5 dicembre 1963) è stato un architetto del paesaggio inglese.

## Biografia
Nacque in Uruguay, figlio di Ross Pinsent (un uomo d'affari con investimenti nelle ferrovie) ed Alice Pinsent. Dopo gli studi partì dall'Inghilterra insieme a Geoffrey Scott nel 1907, si stabilì a Firenze, dove entrò a far parte della cerchia di Bernard Berenson. Da questi ottenne con Scott la progettazione della villa I Tatti, i cui lavori di restauro iniziarono nel 1909. La realizzazione di questa villa a Fiesole portò fama e altri lavori all'architetto inglese, che si specializzò nei giardini all'italiana.
Sempre a Fiesole, e sempre in collaborazione con Scott, disegnò la ristrutturazione, nel 1909, della Villa Le Balze. Ma il suo capolavoro è considerata la villa La Foce, nel comune di Chianciano Terme, progettata e realizzata tra il 1927 e il 1939. Il suo giardino è paradigmatico del ritorno allo stile formale italiano, spesso organizzando lo spazio in terrazze collegate scenograficamente da scalinate e passaggi.
Tra le altre opere del paesaggista britannico, sono da ricordare i progetti della villa dell'Ombrellino a Bellosguardo del 1926, del giardino con piscina di villa Capponi a Firenze del 1928, del giardino di villa Sparta (per Elena di Romania) e del restauro della chiesa di San Bernardino a Pienza del 1935.